# Fryske Akademy
A Fryske Akademy (Fríz Akadémia) egy 1938-ban alapított kutatási központ Frízföldön, amely a fríz nyelvet és a fríz kultúrát kutatja. Az intézet központja Leeuwardenben a Coulonhûsban és a szomszédos épületekben található. Több más intézménnyel együtt a Fríz Akadémia is tagja a Holland Királyi Tudományos Akadémiának (KNAW). Mintegy 60 alkalmazottja van, emellett még 300 amatőr és profi tudós is segíti a Fríz Akadémia munkáját.  

## Tevékenység
Bár az intézet tevékenysége főképp Frízföld-központú, a legtöbb kutatás a nyugati-fríz nyelvvel kapcsolatos. A standard fríz nyelv szabályozása is itt történik, többek között a Fríz akadémia adja ki a fríz nyelv szótárát (Wurdboek fan de Fryske taal). 
Az intézet kutatási körébe tartozik még a fríz nép, történelem és kultúra kutatása. A megnyitása óta már több mint 1000 tudományos könyvet, több ezer cikket publikáltak. Néhány nagyobb projekt:
- A fríz nyelv értelmező szótára, 25. kötet
- A fríz-angol szótár elkészítése
- A történelmi-földrajzi információs rendszer
- A Mercator-programban való részvétel, melyet az Európa Tanács támogat.